# Будга

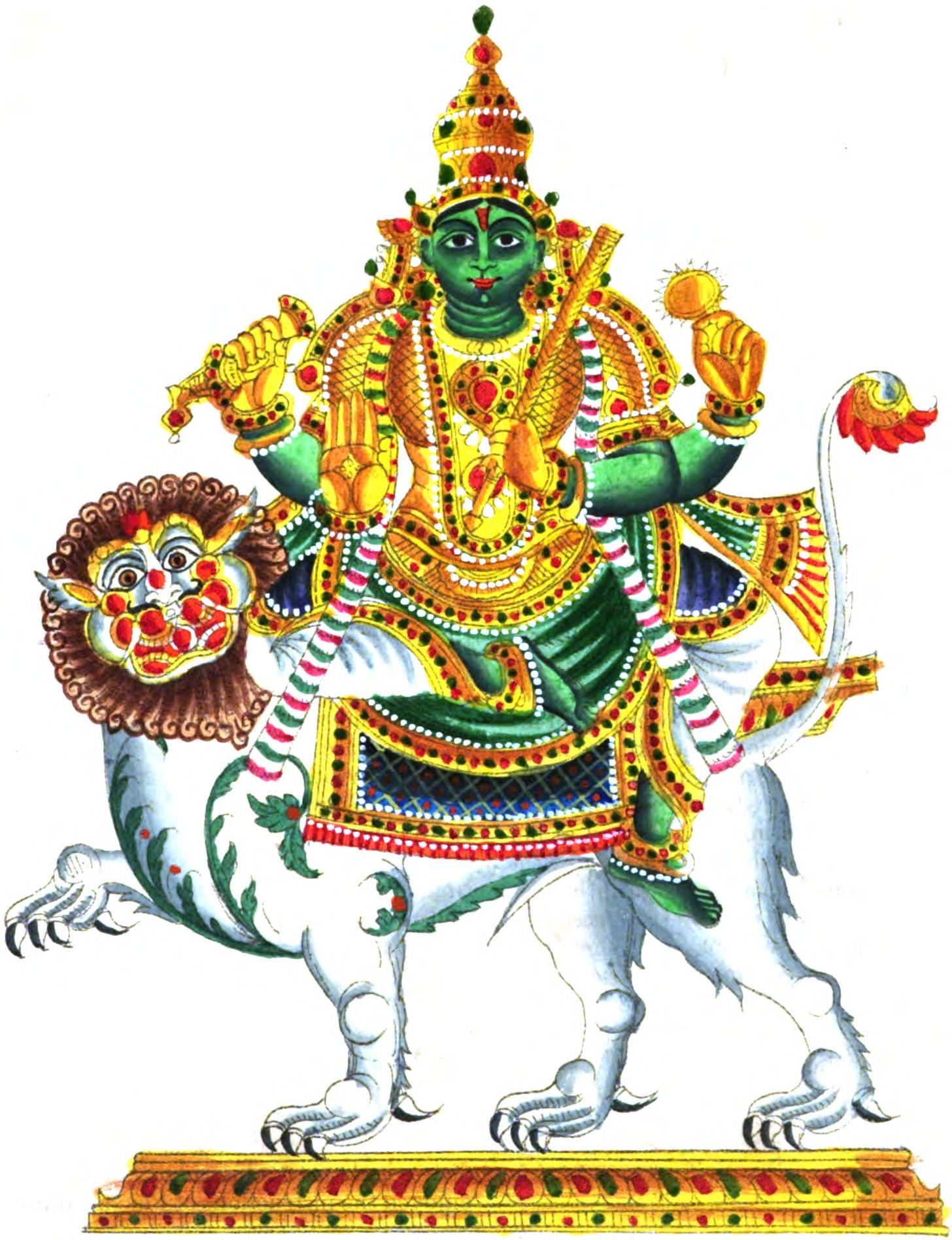
Будга

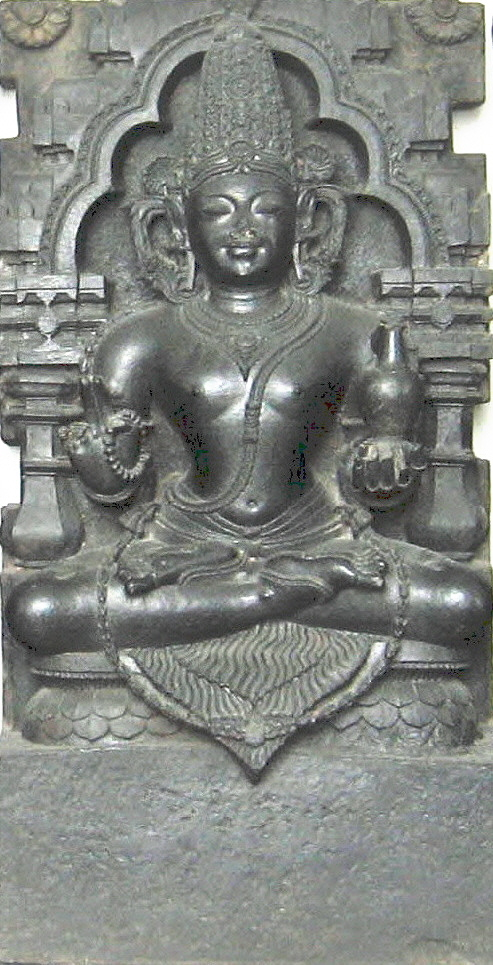
Будга. Скульптура, Британський музей

Бу́дга (санскр. बुध, budha IAST, «що пробуджує», «мудрий») — в індуїзмі син Соми, персоніфікація планети Меркурій, одна із наваграх.
Матір'ю Будги є дружина Соми Рохіні, за іншими джерелами дружина Бріхаспаті Тара (Тара (індуїзм)) В буддизмі "буддха" — загальна назва пробуджених істот, зокрема Шакйамуні.

## Зображення
Будху змальовують із скіпетром і лотосом  сидячи на килимі, чи орлі, або колісниці, запряженої левами . Mythology of the Hindus By Charles Coleman p.133 За Агні-пураною, Будга носить із собою меч і намисто з дерева рудракша Mani, Vettam. Puranic Encyclopedia. — New Delhi:Motilal Banarsidass, 1975. — P. 165. — ISBN 0-8426-0822-2 . Він керує середою. Жовтий є символічним кольором Будхи, його рослиною — соломоцвіт (Achyranthes aspera) Индуизм. Джайнизм. Сикхизм / Под общ. ред. М.Ф.Альбедиль и А.М.Дубянского. — М.: Республика, 1996. — С. 88. — ISBN 5-250-02557-9.
Авторству Будги приписують один з гімнов «Рігведи» (РВ X, 101)
За  джерелами Вішну-пурана IV, 6; Брахманда-пурана II, 65; Бхаґавата-Пурана IX, 14 и др., Сома покохав Тару і викрав у Бріхаспаті. Це призвело до війни між асурами, прибічниками Соми, і богами, які були на боці Бріхаспаті. Війна точилася доти, доки Брахма не повернув Тару чоловікові. Незабаром у Тари з'явився на світ син, на батьківство якого претендували Сома і Бріхаспаті. Після довгого мовчання Тара зізналась, що це дитина Соми, і тоді бог Місяця назвав його Будгою. Мифы народов мира / Ред. С. А. Токарев. — М.: Советская энциклопедия, 1991. — Т. 1, с. 195. Сам Будга був одружений з Ілою, їхнім сином був Пуруравас, перший цар Місячної династії.

## Мантри
- Om rim hram krom dam grahnadhaya budhaya swaha
- Om bram brim broum sah budhaya namah

( 17 000 раз за сорок днів, від дня Будхи). 
- Om bum budhaya namah

( 9000 раз, дві години після заходу Сонця). 
- Гайатрі Мантра Будхи:

Om gajadhwajaya vidmahe 
sukha hastaya dhimahi 
tanno budhah prachodayat